# 盛源控股
盛源控股有限公司，簡稱盛源控股（英語：Sheng Yuan Holdings Limited，港交所：0851），在2009年6月10日，由建美集團有限公司更名而來。
現時業務除了在中國內地經營電訊設備買賣業務外，還經營在香港擁有證券業務，也就是旗下盛源證券有限公司。大股東為胡錦濤侄兒胡翼時，主席為林敏，總裁為葉嘉衡。總部位於香港銅鑼灣勿地臣街1號時代廣場第1座43樓4301-5室。
2014年12月，該公司和4名投資者（周大福、中渝置地主席張松橋、保興資本和中策集團）認購盛京銀行，合共認購7億美元。

## 連結
- shengyuan.hk （页面存档备份，存于）